# Benvenuto Sigmund von Petazzi
Benvenuto Sigmund Graf von Petazzi di San Servolo (* 17. Januar 1699; † 25. Dezember 1784) war ein Offizier in österreichischen Diensten. Er entstammte einem einflussreichen Triester Adelsgeschlecht, das 1632 in den Grafenstand erhoben worden war.

## Militärische Karriere
Petazzi diente zumeist an der Kroatischen Militärgrenze. Im Jahre 1746 wurde er, nachdem er bisher Hauptmann des Gebiets Sichelburg gewesen war, erster Befehlshaber des 1746 aufgestellten Szluiner Regiments, der „Petazzi Carlstädter-Szluiner Grenzer“; das Regiment erhielt 1769 die Bezeichnung Infanterieregiment No. 63 von 1746/5 „Grenzer“.  Am 20. September 1746 erlangte Petazzi mit der Beförderung zum Generalfeldwachtmeister den Generalsrang. Am 25. Januar 1757 wurde er Feldmarschallleutnant, und am 19. April 1764 wurde er mit Rang vom 19. Oktober 1761 zum Feldzeugmeister befördert.

## Religiöse Unterdrückung der orthodoxen Serben
1755 wurde Petazzi Befehlshaber des Generalats Karlovac an der Kroatischen Militärgrenze (bis 1763). In dieser Stellung machte er sich u. a. dadurch einen Namen, dass er entgegen den verbrieften serbischen National-Privilegien, auch nach deren ausdrücklicher Bestätigung durch die Kaiserin-Königin Maria Theresia, die religiösen Rechte der Serben mit allen ihm zugänglichen Mitteln zu beschneiden und auszuhebeln suchte.  Selbst mehrere Mahnschreiben an Petazzi und eine abermalige Konfirmation der serbischen National-Privilegien durch Maria Theresia im Jahre 1759 bewogen ihn nicht zum Einlenken.  Dies führte zu solcher Unruhe unter der serbischen Bevölkerung, dass der Metropolit von Sremski Karlovci, Pavle Nenadovic (1749–1768), geistliches Oberhaupt der orthodoxen Serben des Habsburgerreichs, im Jahre 1762 persönlich nach Wien reiste, um dort um ein Ende der Missbräuche und religiösen Verfolgungen zu ersuchen.

## Schloss Brlog-Grad
1740 kaufte Petazzi das Landgut Brlog-Grad an der Kupa etwa 1 km westlich von Kamanje in Kroatien, machte es zu seiner Residenz, und ließ es bis 1756 zu einem großzügigen Barockschloss aus- und umbauen.  Über seine Erbtochter Anna Maria kam das Anwesen nach seinem Tod an die Grafen von Keglević.